# Итало-диско
Ита́ло-ди́ско — жанр электронной танцевальной музыки, возникший в Италии в конце 1970-х годов. Происхождение названия связано с деятельностью немецкой звукозаписывающей компании ZYX Music, которая первоначально использовала его для обозначения итальянского диско на своих релизах. Также термин относился к европейской танцевальной музыке 1980-х вообще (синти-поп, евро-диско, хай-энерджи). Пик популярности жанра пришёлся на середину 1980-х годов (примерно 1983-87).

## История

### Происхождение, 1975—1983
Электронная танцевальная музыка начала развиваться в конце 1970-х, когда традиционно звучащие диско-группы начали экспериментировать с синтезаторами и электронными эффектами (спейс-диско). Одними из главных представителей этого периода были продюсер Джорджо Мородер и французский музыкант Дидье Маруани. На звучание европейского диско также повлияли возникновение и растущая популярность синти-попа (Kraftwerk, Telex, Devo, Gary Numan, The Human League) и ранние Hi-NRG альбомы, выпущенные продюсером из Сан-Франциско Патриком Коули с такими певцами, как Sylvester и Пол Паркер.
Многие итальянские продюсеры и поп-исполнители записывали диско с середины 1970-х годов, и с ростом популярности дискотек такие группы и исполнители как D.D. Sound, Easy Going, Stefano Pulga, Passengers, Tantra, Vivien Vee, Gepy & Gepy к концу 1970-х определили звучание итальянского диско. К этому времени в англоязычном мире диско вышло из моды, но в Италии и других частях Европы оно по-прежнему пользовалось популярностью. Под влиянием синти-попа продюсеры начинают активно использовать синтезаторы и драм-машины (часто в целях удешевления производства), и, к 1983 году, аранжировки итало-диско становятся полностью электронными.
Доминирующая в начале 1980-х новая романтика стала стилистической основой для развивающегося итало-диско, большая часть песен жанра представляла собой танцевальные треки с яркими мелодиями и вокалом на английском языке, часто с сильным итальянским акцентом. Тематика текстов обычно связана с любовными отношениями, ночной жизнью, технологиями, роботами и космосом, иногда комбинируясь, например, Lectric Workers «Robot is Systematic» (1982) и Charlie «Spacer Woman» (1983). Часто встречаются отсылки к США или Японии.
В 1982 и 1983 годах увидели свет три трека, повлиявшие на развитие хауса: «Dirty Talk», «Wonderful» и «The M.B.O. Theme» — созданные Klein + M.B.O, стороннего проекта Давида Пьятто из дуэта N.O.I.A. Другие треки, получившие релиз в США, например Doctor’s Cat «Feel the Drive» (1983),Alexander Robotnick «Problèmes D’Amour» также повлияли на возникновение хаус-музыки.
С коммерческим успехом таких исполнителей как Savage, Gazebo, Ryan Paris, P. Lion, в 1983 году итало-диско выходит в мейнстрим популярной музыки и стандартизируется. В это время были выпущены многие коммерчески успешные синглы и основаны многие лейблы — Sensation Records, Memory Records, American Disco, OUT, Crash, Merak Music и т. д. Популярный лейбл Discomagic Records выпустил более тридцати синглов в течение года. Сам термин «итало-диско» получил распространение в 1983 году, после выхода первой серии сборников «The Best of Italo Disco», которая выпускалась до 1991 года и всего содержала 16 выпусков. Впервые он был использован на обложке немецкого релиза сингла Amin Peck «Girls On Me».

### Производные стили, 1982—1991
В Канаде, в частности в Квебеке, возникло несколько успешных проектов, например Trans-X («Living on Video»), Lime («Angel Eyes»), Pluton & the Humanoids («World Invaders»), Purple Flash Orchestra («We Can Make It»).
Немецкая разновидность евродиско стала известна как Discofox. Жанр характеризовался большей лёгкостью звучания с акцентом на мелодичность, улучшенной пост-обработкой звука, любовно-романтическим настроением; примеры могут быть найдены в работах Modern Talking, Bad Boys Blue, Joy и Lian Ross, из современных исполнителей — Fresh Fox.
Во второй половине 1980-х возникает Spacesynth. В отличие от поп-ориентированных треков, этот стиль был главным образом инструментальным и сосредотачивался на космической тематике, он иллюстрируется произведениями Koto, Proxyon, Rofo, Syntech, Cyber People, Hipnosis, Dragon, Alpha Centauri, Starship Troopers, Constellation, Video Kids и Laserdance.
К концу 1980-х под влиянием хауса итало-диско выходит из моды; многие лейблы начинают выпускать итальянскую хаус-музыку и евробит. Итало-диско вливается в конгломерат стилей популярной танцевальной музыки — евродэнс.

### Возрождение
В 2000-е годы итало-диско приобретает культовый статус благодаря начавшемуся в 1998 году возрождению Disco и  вниманию со стороны диджеев и интересу к андерграундной культуре 1980-х (электроклэш). В 2000 году голландский диджей и музыкант I-F выпускает «Mixed Up In The Hague Vol. 1», вошедший в число лучших 50 миксов 2000-х по версии сайта Resident Advisor
К 2005 году несколько онлайн радиостанций в интернете популяризуют жанр, а в клубах снова проигрывают пластинки. Компании Blanco Y Negro и ZYX Music с 2000 года выпускают сборники на компакт-дисках, большая коллекция редкого итало-диско содержится в серии сборников «I Love Disco Diamonds», которая выходила с 2001 по 2008 год и содержит 50 выпусков. Многие независимые лейблы (Panama Records, Radius Records, Clone, Flexx, I.D. Limited) перевыпускают редкие треки на виниле. Многие современные продюсеры (Bottin, D. White, Legowelt, Andy Romano, Sally Shapiro, Flemming Dalum, Ken Martina(Beach Club Records), Fred Ventura) используют и переосмысливают эстетику итало-диско. Ряд исполнителей итало-диско, таких как Gazebo, Savage, Radiorama, Sabrina, Scotch, Fancy, Mike Mareen, с успехом выступают в России на фестивалях Дискотека 80-х и Легенды Ретро ФМ. 
Появляется много новых, в том числе и российских англоязычных, исполнителей, а известные ещё с 80-х годов выпускают новые песни. В 2012 году ZYX Music начинает выпускать такую музыку в серии сборников «ZYX Italo-Disco New Generation», на 2024 год выпущено 25 сборников. Также появляется много современных Spacesynth проектов и музыкантов, таких как: Abbsynth (Россия), Axis Mundi (Испания), Dreamtime (Финляндия), Cyber Space (Германия), Marco Rochowski (Германия), MindXpander (Швеция), Space Project (Польша), Vanello (Румыния) и многие другие. Изданием их музыки занимается американский лейбл Space Sound Records.
В 2023 году группа The Kolors полностью вернула жанр и назвал песню так же как и сам жанр итальянской музыки — Итало-Диско (The Kolors — ItaloDisco, 2023)

## Артисты итало-диско
- AndrUS
- Amin Peck
- Baby's Gang
- Baltimora
- Canton
- Clio
- Den Harrow
- David Lyme
- D. White
- Day Dream
- Duke Lake
- Eddy Huntington
- Fake
- Fancy
- Fun Fun
- Flexx
- Gazebo
- Gina T
- Hipnosis
- Kano
- K.B. Caps
- Ken Laszlo
- Kirlian Camera
- Kristal
- Koto
- Linda Jo Rizzo
- Laura Branigan
- Lime
- Max-Him
- Max Coveri
- Monte Kristo
- Mike Mareen
- Mike Rogers
- Michael Bedford
- Miko Mission
- Mirko Hirsch
- N.O.I.A.
- Novecento
- Paul Paul
- Phaeax
- P. Lion
- Radiorama
- Raggio Da Luna/Moon Ray
- Righeira
- Ranko
- Раф
- Savage
- Ryan Paris
- Peter Richard
- The Flirts
- The Kolors
- Sabrina
- Спанья
- Scotch
- Squash Gang
- Stylóo
- The Fachion
- Taffy
- Tony Esposito
- Umberto Tozzi
- Valerie Dore
- VideoKids
- Joe Yellov
- Jessica
- Off
- Laserdance
- Digital Emotion

## Связанные стили
- Спейс-диско (англ. space disco) — возник в конце 70-х годов. Особое распространение получил во Франции и некоторых районах Германии. Пик популярности пришёлся на 1977—1979, совпав по времени с выходом фильмов «Звездные войны» и «Близкие контакты третьей степени». Исполнители спейс-диско, как правило, выступали в футуристических костюмах и использовали лазерные лучи в качестве световых эффектов на дискотеках.

80-е:
- Евродиско
- Синти-поп
- Новая Волна
- Hi-NRG
- Spacesynth

Реакция, возрождение и вдохновление:
- Хаус
- Евробит
- Электропоп
- Электроклэш
- Синтвейв